# Bruce Mouat
Bruce Mouat (født 27. august 1994) er en britisk curlingspiller.
Han repræsenterede Storbritannien under vinter-OL 2022 i Beijing, hvor han vandt sølv.